# Alma Matters
Alma Matters è un brano del cantante inglese Morrissey.
Primo singolo tratto dall'album Maladjusted, il disco venne pubblicato il 6 ottobre del 1997 dalla Island Records e raggiunse la posizione numero 16 della Official Singles Chart.

## Realizzazione
Scritto in collaborazione con il chitarrista Alain Whyte e prodotto da Steve Lillywhite.
La copertina ritrae Morrissey appoggiato al cofano di una macchina, fotografato da Derick Ion. Il videoclip promozionale mostra Morrissey e la band che interpretano il brano in un impianto di imballaggio di carne abbandonato e seduto ad un tavolo, mentre mangia ciambelle e gioca con un gatto.

## Titolo
Il titolo è un gioco di parole riferito all'espressione latina Alma Mater, termine che deriva dal motto Alma Mater Studiorum ("La Madre che Nutre gli Studi") dell'Università di Bologna, la più antica università occidentale, fondata nel 1088.
In un'intervista radiofonica a KROQ (la stazione radio di Los Angeles), nel 1997, interrogato circa il significato della canzone, il cantante rispose: "Beh, significa davvero qualcosa di molto specifico. Penso che significhi che dovremmo essere contenti ed orgogliosi del lato femminile del nostro carattere, della nostra natura. Oppure, se si è donne, che si dovrebbe essere orgogliosi del lato maschile del nostro carattere e dargli la stessa importanza dell'altro nostro lato. Così, tutto va bene e non importa il modo in cui agisci."

## Tracce
- UK 7"

1. Alma Matters - 4:47
2. Heir Apparent – 3:56

- UK 12" / CDs

1. Alma Matters - 4:47
2. Heir Apparent – 3:56
3. I Can Have Both – 4:04

## Formazione
- Morrissey – voce
- Alain Whyte - chitarra
- Boz Boorer - chitarra
- Jonny Bridgwood - basso
- Spencer Cobrin - batteria